# Municipio de Highlanding
El municipio de Highlanding (en inglés: Highlanding Township) es un municipio ubicado en el condado de Pennington en el estado estadounidense de Minnesota. En el año 2010 tenía una población de 194 habitantes y una densidad poblacional de 2,07 personas por km².

## Geografía
El municipio de Highlanding se encuentra ubicado en las coordenadas 48°3′50″N 95°46′36″O / 48.06389, -95.77667. Según la Oficina del Censo de los Estados Unidos, el municipio tiene una superficie total de 93.52 km², de la cual 93,49 km² corresponden a tierra firme y (0,03 %) 0,03 km² es agua.

## Demografía
Según el censo de 2010, había 194 personas residiendo en el municipio de Highlanding. La densidad de población era de 2,07 hab./km². De los 194 habitantes, el municipio de Highlanding estaba compuesto por el 96,39 % blancos, el 1,03 % eran amerindios, el 2,06 % eran asiáticos, el 0,52 % eran de otras razas. Del total de la población el 1,55 % eran hispanos o latinos de cualquier raza.